# رودي فير
رودي فير (بالألمانية: Rudi Fehr؛ بالإنجليزية: Rudi Fehr) هو مونتير ومخرج ألماني وأمريكي، ولد في 6 يوليو 1911 في برلين في ألمانيا، وتوفي في 16 أبريل 1999 في لوس أنجلوس في الولايات المتحدة.

## وصلات خارجية
- رودي فير على موقع IMDb (الإنجليزية)
- رودي فير على موقع ألو سيني (الفرنسية)
- رودي فير على موقع أول موفي (الإنجليزية)
- رودي فير على موقع قاعدة بيانات الأفلام السويدية (السويدية)
- رودي فير على موقع قاعدة بيانات الفيلم (الإنجليزية)
- رودي فير على موقع كينوبويسك (الروسية)